# Афанасовское шоссе
Афана́совское шоссе́ — улица на севере Москвы в районе Северный Северо-Восточного административного округа от Дмитровского шоссе.

## Происхождение названия
Афанасовское шоссе образовалось в октябре 2016 года в результате объединения Проектируемых проездов № 6554 и № 6559. Названо по направлению улицы к деревне Афанасово.

## Описание
Улица начинается от Дмитровского шоссе и проходит на восток вдоль северной границы Москвы. Переходит в Центральную улицу деревни Афанасово. Слева от шоссе расположена деревня Грибки.